# Den Haag Ypenburg vasútállomás
Den Haag Ypenburg vasútállomás Hollandiában, Hága városában.

## Vasútvonalak
Az állomást az alábbi vasútvonalak érintik:
- Gouda–DenHaag-vasútvonal
- Haaglanden tram line 19

## Kapcsolódó állomások
A vasútállomáshoz az alábbi állomások vannak a legközelebb:
- Voorburg vasútállomás (Gouda–DenHaag-vasútvonal, északnyugat)
- Zoetermeer vasútállomás (Gouda–DenHaag-vasútvonal, délkelet)
- Weidevogellaan (Haaglanden tram line 19, délnyugat)
- Lanen (Haaglanden tram line 19, északkelet)